# Miroslav Radačovský
Miroslav Radačovský (ur. 24 września 1953 w Ľutinie) – słowacki prawnik i polityk, sędzia, deputowany do Parlamentu Europejskiego IX kadencji, poseł do Rady Narodowej.

## Życiorys
Ukończył studia prawnicze, w 1978 rozpoczął orzekanie jako sędzia. Był członkiem pięcioosobowego składu, który orzekł ostatnią na Słowacji karę śmierci. Jego karierę zawodową przerwał incydent z 1999. Wówczas w trakcie kontroli drogowej w jego samochodzie ujawniono kilkanaście dawek kokainy i nielegalnie posiadaną broń palną. Miroslav Radačovský wyjaśniał, że przedmioty te znalazł w mieszkaniu zajmowanym przez syna i próbował się ich pozbyć, by syn nie wpadł w jakieś kłopoty. Postępowanie w tej sprawie zakończyło się po dwunastu latach uniewinnieniem sędziego; uznano, że w świetle okoliczności sprawy i niejasnych zeznań policjantów nie można mu przypisać popełnienia przestępstwa.
W międzyczasie Miroslav Radačovský pracował w sektorze prywatnym u swojego syna, później powrócił do orzekania. Był sędzią sądu rejonowego w Popradzie. W 2018 ponownie wzbudził uwagę mediów i społeczeństwa. Rozstrzygał wówczas spór cywilnoprawny dotyczący własności nieruchomości w Wielkim Sławkowie, w której jedną ze stron był prezydent Andrej Kiska. Orzekł wówczas na niekorzyść urzędującej głowy państwa, a kontrowersje wywołały publiczne wypowiedzi sędziego, który rekomendował prezydentowi dymisję i wyjazd z kraju. Jeszcze w tym samym roku prawnik złożył oświadczenie o rezygnacji z urzędu sędziego.
Zaangażował się wkrótce w działalność polityczną nawiązując współpracę z Partią Ludową Nasza Słowacja, określaną jako ugrupowanie skrajne i nacjonalistyczne. W wyborach w 2019 z jej ramienia uzyskał mandat posła do Parlamentu Europejskiego IX kadencji. Został później liderem ugrupowania Slovenský PATRIOT, nawiązał też współpracę ze Słowacką Partią Narodową. W PE zasiadał do 2024, w marcu 2025 objął wakujący mandat deputowanego do Rady Narodowej.